# 심덕부
심덕부(沈德符, 1328년 ~ 1401년)는 고려 말 조선 초의 문신이자 무신, 공신이다. 고려국 서경도원수 · 판삼사사 · 문하시중, 조선국 판문하부사 · 영삼사사 · 문하좌정승 겸 대리집정공 등을 지냈다.
고려 말, 이성계와 함께 신흥무인세력의 대표인물로서, 최영과 조민수가 제거된 이후인 공양왕 때에는 이성계에 이어 무장 서열 2위까지 올랐다.
자는 득지(得之). 호는 노당(蘆堂)·허강(虛江). 시호는 정안(定安)이며, 본관은 청송, 작위는 청성백(靑城伯)이다.
반면, 동생 악은공 심원부는 익재 이제현의 문인으로 신진사대부의 길을 걸었으며, 고려가 망하자 정몽주에 동조하며 두문동에 들어가 절의를 지켜 두문동72현과 고려5은의 한 사람이 되었다. 심원부의 3남 심천식은 포은 정몽주의 문인이기도 하였다.

## 가계
문하시중에 증직된 청화부원군(靑華府院君) 심룡(沈龍)의 장남으로, 소헌왕후의 할아버지이고, 세종의 국구 영의정 청천부원군(靑川府院君) 심온(沈溫)의 아버지이다. 또한, 태조 이성계의 부마 청원군(靑原君) 심종(沈淙)의 아버지이다. 또한, 고려의 마지막 왕 공양왕의 형인 정양부원군(定陽府院君) 왕우(王瑀)의 사위 심정의 아버지이다. 조선 태조 이성계의 아들 무안대군 방번도 정양부원군 왕우의 사위이므로, 태조 이성계와는 겹사돈지간이 된다.
- 조선 왕실과의 관계
- 심덕부 (沈德符)
  - 六子 : 심종(沈淙) → 태조대왕의 부마, 경선공주(慶善公主)
  - 五子 : 심온(沈溫)
    - → 손녀 : 청송 심씨 → 세종대왕의 왕비, 소헌왕후(昭憲王后)
      - → 외증손 : 문종대왕, 세조대왕, 광평대군 등

  - 四子 : 심징(沈澄)
    - → 고손 : 심안의(沈安義) → 세종대왕의 부마, 정안옹주(貞安翁主)

  - 七子 : 심정(沈泟) → 고려조 정양부원군(공양왕의 형)의 사위
    - → 증손 : 청송 심씨 → 성종대왕의 후궁, 숙용 심씨(淑容沈氏)

동생 岳隱(악은) 심원부(沈元符)는 고려의 전리판서로 고려말 목은 이색, 포은 정몽주, 야은 길재, 농은 민안부와 더불어 고려 5은으로 불리는 고려의 충신이다. 두문동 72현의 한분으로 先訓不仕(선훈불사)란 유훈을 남겨 후손은 대대로 조선에서 벼슬하지 말라는 유언을 남기고 두문동으로 들어간 고려의 절신이다.

## 가족 관계
- 조부 : 심연(沈淵) - 고려조 합문지후
- 부친 : 심룡(沈龍) - 고려조 전리정랑, 증 문하시중, 청화부원군(靑華府院君)
- 모친 : 김씨(金氏)
- 동생 : 심원부(沈元符) - 고려조 전리판서, 악은(岳隱), 고려 5은(隱)으로 불림, 고려 충신, 두문동칠십이현의 한 사람
- 사돈 : 조선 제1대 태조 - 심종(沈淙)의 장인
- 사돈 : 정양부원군(定陽府院君) 왕우(王瑀) - 고려의 마지막 왕 공양왕의 형, 고려 신종의 7대손, 영문하부사 - 심정(沈泟)의 장인
- 사돈 : 안천보(安天保) - 순흥 안씨, 좌의정, 영돈녕부사, 시호는 소의(昭懿) - 심온(沈溫)의 장인
  - 부인(초취) : 청원군 송유충(淸原君 宋有忠)의 딸 변한국대부인 청주 송씨(卞韓國大夫人 淸州 宋氏)
    - 장자 (長子) : 심인봉(沈仁鳳) - 의흥삼군부 도총제
    - 자부 (子婦) : 동양군부인 신씨(東陽郡夫人 申氏) - 동지밀직사사 신아(同知密直司事 申雅)의 딸
      - 손자 (孫子) : 심호(沈灝) - 평산 부사
      - 손녀 (孫女) : 청송 심씨
      - 손서 (孫壻) : 우경지(禹敬之) - 판서 우희열(禹希烈)의 아들, 사헌부 감찰, 단양 우씨
      - 손녀 (孫女) : 청송 심씨
      - 손서 (孫壻) : 심실(沈實) - 의흥삼군부 도총제 풍천군 정양공 심귀령(豐川君 靖襄公 沈龜齡)의 아들, 군수, 풍산 심씨

    - 차자 : 심의귀(沈義龜)
    - 자부 : 상주 김씨 - 판서 김남일(金南釰)의 딸
      - 손자 : 심구(沈溝) - 이조좌랑
      - 손녀 : 청송 심씨
      - 손서 : 여계(呂稽) - 형조판서 지의정부사 정평공 여칭(靖平公 呂稱)의 아들, 좌랑, 함양 여씨

    - 삼자 : 심도생(沈道生) - 본명은 심계년(沈繼年), 성주 지사(成州 知事)
    - 자부 : 강진 최씨
      - 손자 : 심연(沈涓) - 사헌부 감찰 · 증 이조참판, 심상명(沈相明, 고검장 · 대한법률구조공단 이사장 · 법무부 장관)의 17대조
      - 손자 : 심기(沈沂) - 성균관 학유

    - 사자 : 심징(沈澄) - 인수부윤, 경창부윤
    - 자부 : 여산 송씨 - 전서 송의번(宋義蕃)의 딸
      - 손자 : 심석준(沈石雋) - 군자감 판관, 증 호조판서
        - 증손자 : 심선(沈璿) - 관찰사, 증 영돈녕부사
          - 고손자 : 심안의(沈安義) - 조선 제4대 세종의 부마(사위), 청성위(靑城尉)
          - 고손자며느리 : 정안옹주(貞安翁主) - 조선 제4대 세종의 서차녀

  - 부인(후취) : 감문위 낭장 문필대(監門衛 郞將 門必大)의 딸 인천 문씨(仁川 門氏)
    - 오자 : 심온(沈溫) - 조선 제4대 세종의 국구(장인), 청천부원군(靑川府院君), 영의정
    - 자부 : 순흥부부인 안씨 - 순흥 안씨, 좌의정 안천보(安天保)의 딸
      - 손녀 : 소헌왕후 심씨
      - 손서 : 조선 제4대 세종
      - 손녀 : 청송 심씨
      - 손서 : 강석덕(姜碩德) - 고려의 마지막 왕 공양왕의 사위 진원군 강회계(晋原君 姜淮季)의 형인 정당문학 강회백(政堂文學 姜淮伯)의 아들, 지돈녕부사 진양부원군(晋陽府院君) 대민공(戴敏公), 진주 강씨, 황해도 관찰사 강희안 · 좌찬성 강희맹 형제의 아버지, 우의정 강귀손의 할아버지
      - 손녀 : 청송 심씨
      - 손서 : 노물재(盧物栽) - 우의정 공숙공 노한(恭肅公 盧閈)의 아들, 동지돈녕부사, 교하 노씨, 영의정 노사신의 아버지, 대한민국 제13대 대통령 노태우의 직계 선조
      - 손녀 : 청송 심씨
      - 손서 : 유자해(柳子偕) - 부지돈녕부사 진천군(晋川君), 진주 유씨, 중종반정 1등공신 영의정 유순정의 할아버지
      - 손녀 : 청송 심씨
      - 손서 : 이숭지(李崇之) - 지중추부사, 전의 이씨
      - 손녀 : 청송 심씨
      - 손서 : 박거소(朴去疎) - 지돈녕부사, 순천 박씨, 중종반정 1등공신 영의정 박원종의 할아버지
      - 손자 : 심준(沈濬)
      - 손자 : 심회(沈澮) - 영의정
      - 손자 : 심결(沈決) - 영중추부사

    - 육자 : 심종(沈淙) - 조선 태조 이성계의 부마(사위), 청원군(靑原君), 경상도 절도사
    - 자부 : 경선공주 - 조선 태조 이성계의 딸
      - 손녀 : 청송 심씨
      - 손서 : 이명신(李明晨) - 덕수 이씨, 지돈녕부사, 강평공(康平公)

    - 칠자 : 심정(沈泟) - 의흥삼군부 동지총제
    - 자부 : 개성 왕씨 - 정양부원군 왕우(王瑀, 고려의 마지막 왕 공양왕의 형, 고려 신종의 7대손, 영문하부사)의 딸
      - 손자 : 심견(沈堅)
      - 손자 : 심말동(沈末同) - 첨정
        - 증손녀 : 숙용 심씨(淑容 沈氏) - 조선 제9대 성종의 후궁

      - 손자 : 심동(沈童)

## 이력
고려 충숙왕 말기인 1338년에 음보(음서)로 출사하여 좌우위녹사, 참군이 되고 여러 관직을 거쳐, 고려 우왕 때, 밀직사에 올라 정조사(正朝使)로 명나라에 다녀온 후, 1380년 지문하부사가 되었을 때, 진포에 왜구가 침략하자, 도원수(都元帥)가 되어, 최무선이 발명한 화포를 처음 사용하여, 왜구 방어에 큰 공을 세웠다. 이 해전이 진포대첩이다. 그리고, 1385년 문하찬성사로써, 동북면 상원수를 겸하여, 이성계와 함께, 동북면에 침략한 왜구를 토벌하는데 큰 공을 세웠다. 그 해 겨울, 하정사(賀正使)로 명나라에 다녀온 후, 청성부원군(靑城府院君)에 봉해졌다. 1388년 서경도원수(西京都元帥, 요동정벌군 서열 3위)로서, 좌군도통사(요동정벌군 서열 1위) 조민수, 우군도통사(요동정벌군 서열 2위) 이성계와 함께, 위화도 회군에 참여한 후, 우왕을 폐하고, 고려 창왕을 세웠다. 창왕 때, 위화도 회군공신 2등에 책록되고, 삼사판사가 되었으며, 이성계, 정몽주, 지용기, 설장수, 성석린, 조준, 박위, 정도전과 함께, 창왕을 폐하고, 공양왕을 세웠다. 공양왕 때, 중흥9공신으로서, 삼한벽상공신에 책록되고, 문하시중이 되어, 청성군충의백(靑城郡忠義伯)에 봉해졌다. 1391년 이성계, 정몽주와 함께 안사공신에 책록되었다. 1392년 조선 개국 후에는, 조선 개국공신으로서, 위화도 회군공신 1등에 책록되고, 청성백(靑城伯)에 봉해졌다. 청성백(靑城伯)은 청성부원군(靑城府院君)으로 호칭되기도 하였다. 1394년 신도궁궐조성도감의 판사 겸 수장도감제조가 되어, 1년동안에, 수도 한양의 성곽, 경복궁 등의 궁궐들과 종묘를 모두 완성시켰다. 1397년 판문하부사, 1398년 영삼사사, 1399년 좌정승에 올랐다.

## 장수군도
이성계, 심덕부, 이지란이 위화도 회군 직전 서로 의형제를 맺고 회군을 결의한 기록화인 장수군도가 새로 발견되었다.

## 심덕부가 등장한 작품
- 《추동궁 마마》 (MBC, 1983년~1983년, 배우:임문수)
- 《용의 눈물》 (KBS, 1996년~1998년, 배우:윤석오)

## 심덕부 묘역
- 경기도 연천군 미산면 아미리 553번지(경기 연천군 미산면 숭의전로 39-1번지)에 청성백 심덕부 묘역이 자리잡고 있으며, 경기도 연천군 향토문화재 제29호로 지정되어 있다.[8]

## 같이 보기
| - 심온 - 소헌왕후 - 심종 - 심정 - 심원부 - 이성계 - 조민수 - 이지란 - 정몽주 - 지용기 - 설장수 - 성석린 - 조준 | - 박위 - 정도전 - 남은 - 남재 - 심효생 - 심귀령 - 나세 - 최무선 - 우희열 - 여칭 - 노한 - 신흥무인세력 - 진포대첩 - 위화도 회군 | - 우왕 - 창왕 - 공양왕 - 왕우 - 경선공주 - 정종 - 세종 - 심회 - 심결 - 심안의 - 정안옹주 - 숙용 심씨 |

| 전임 최영 이성계(수문하시중) | 고려의 문하시중 1389년 - 1390년 | 후임 이성계(수문하시중) 정몽주(수문하시중) |

| 전임 이성계(수문하시중) 정몽주(수문하시중) | 고려의 문하시중 1391년 - 1392년 | 후임 배극렴(조선 문하좌시중) 이서(조선 영의정) |

| 전임 조준 | 제2대 조선의 문하좌정승 1399년 12월 1일 - 1400년 3월 14일 | 후임 성석린 |